# Birmingham (Michigan)
Birmingham város az USA Michigan államában, Oakland megyében. Lakosainak száma 21 813 fő (2020. április 1.).

## Népesség
A település népességének változása:
| Lakosok száma | 733  | 20 103 | 21 813 |
|               | 1880 | 2010   | 2020   |